# Маурицијус
Маурицијус (фр. Maurice), или званично Република Маурицијус (фр. République de Maurice), понегде погрешно названа и као острво Морис, је острвска држава у југозападном делу Индијског океана, око 855 km источно од Мадагаскара, 2000 km од обале источне Африке којој и геополитички припада. Поред острва Маурицијус у саставу републике се налазе и острва Св. Брандон, Родригеш, као и Агалега острва. Број становника се 2008. процењивао на 1.288.000.

## Историја
Главни чланак: Историја Маурицијуса
Острво су открили Португалци 1505. године. Први колонизатори су били Холанђани који су населили острво 1638. године, дајући му име по принцу Морису од Насауа. Французи су владали острвом током осамнаестог века, а острву су дали име Ил д Франс (Ile de France). Британци су се искрцали у тајности 2. септембра 1810. године на најсевернијој тачки острва, такозваном Малерозном рту (Cap Malheureux) одакле су преузели цело острво и вратили му име Маурицијус. Године 1835. укинуто је ропство када је почела велика имиграција радника из осталих британских колонија, навише са индијског потконтинента.
Маурицијус је стекао независност 1968.
Држава је постала република 1992. Маурицијус је демократска земља и једна је од најразвијенијих земаља Африке.

## Политика
На челу државе се налази председник, кога бира парламент на период од пет година. Парламент има 62 посланика који се бирају на изборима, док се 4 до 8 посланика бирају из реда националних мањина. Савет министара је носилац извршне власти, а на челу њега налази се премијер.

## Административна подела
Острво Маурицијус је подељено у 9 покрајина:
- Блек Ривер
- Флак
- Гранд Порт
- Мока
- Памплемус
- Планес Виљемс
- Порт Луј
- Ривиер ду Ремпарт
- Саване

Три удаљене острвске територије које припадају Маурицијусу су:
- Агалега острва
- Свети Брандон
- Родригеш

Маурицијус сматра да се под његовим суверенитетом налазе још Архипелаг Чагос (Британска територија Индијског океана) и острво Тромелин (француска Расејана острва у Индијском океану).

## Географија

### Положај
Маурицијус површине 1864 км² је заједно са Реунионом и Родригезом, део Маскаренских острва. Овај архипелаг формиран је низом вулканских ерупција. Маурицијус је настао пре око 8 до 10 милиона година. На том подручју више нема вулканских активности.
Родригез, као друго највеће острво са око 35.500 становника, налази се 560 км источно од Маурицијуса. Два острва Агалега, 1000 km северно од Маурицијуса имају укупно око 300 становника који се углавном баве експлоатацијом кокоса. Каргадос Карахос је архипелаг од око 16 малих острва и још скоро 25 неименованих пешчаних спрудова укупне површине 1,3 км², на око 300 км североисточно од Маурицијуса, који су углавном користили гусари као склониште.

### Геологија и рељеф
Око самог Маурицијуса, скоро целим обимом, постоји корални гребен који штити острво од великих океанских таласа као и ајкула, па је пливање у лагуни потпуно безбедно за разлику од већине других океанских острва. Када је острво настајало, вулкан се слегао, а целим обимом вулкана издигао се део тла од којег је касније настао тај заштитни гребен. У самој лагуни (простору између гребена и острва) дубина воде не прелази 4 метра, а најчешће је између 2 и 3 метра. Само на југоисточном делу острва на којем су углавном рибарска села, као и местимично на источном делу постоје „рупе“ у гребену, односно сам гребен није потпуно затворен, али ту ионако скоро да и нема хотела и туристичких садржаја. У те крајеве углавном долазе заљубљеници у сурфовање.
Највиши врх Маурицијуса је Питон де ла Ривиер Ноар висок 828 m.

### Клима
Клима на острву је тропска, зиме су топле и суве (мај-новембар), а лета влажна и врела (новембар-мај). Циклони који лети настају око острва Дијего Гарсија испод обале Шри Ланке на свом путу ка афричком континенту углавном пролазе изнад Маурицијуса и заврше на источној обали Африке, где најчешће страда Мадагаскар. Циклони обично само „закаче“ Маурицијус, али дешава се на сваких неколико година да пређу и преко самог острва када страдају углавном мале и трошне куће као и високе палме. Хотели и зидане куће су потпуно безбедни.
Главни и највећи град је Порт Луј који се налази на западној страни острва. Други већи градови су: Кјурпајп, Роуз Хил, Катр Боне и Вакоа. Најпознатије туристичке дестинације се налазе на северозападној и северној страни острва од којих се истиче Гранд Беј са великим бројем хотела.

### Флора и фауна
Додо птице (чије име када се преведе са португалског значи - глупа) су били потомци подврсте голубова које су се населиле на Маурицијусу пре 4 милиона година. Како нису имале природних непријатеља, изгубиле су потребу да беже од предатора и током еволуције изгубиле су моћ летења. Живеле су и гнездиле се на земљи хранећи се воћем које је падало са дрвећа. На острву није било сисара, а велики број птица живео је у густим шумама.

Португалци, као први људи који су крочили на тло острва, оснивају на острву колонију која је углавном служила трговачким бродовима као место за одмор на дугом путу ка Индији. Додо, која је тежила и до 25 килограма, била је одличан извор свежег меса па су их Португалци радо ловили и уживали у укусном месу. По одласку Португалаца, на острво долазе Холанђани који овај пут оснивају праву колонију и доносе са собом домаће животиње, укључујући свиње па и мајмуне, а уз бродове долазе и пацови који се касније насељавају на острво. Све ове животиње храниле су се јајима птице додо, чиме су врло брзо довеле до потпуног изумирања ове врсте. Последњи додо убијен је 1681. године, што значи да је после 4 милиона година било довољно нешто више од 150 година да се потпуно истреби додо. Додо се данас налази на грбу Републике Маурицијус.

## Привреда
Од стицања независности 1968. Маурицијус је развио привреду засновану на пољопривреди, са индустријом и туризмом који бележе стални пораст. За разлику од већине афричких земаља који су по добијању независности углавном уништили све што име је остало од претходних колонијалних власти, на Маурицијусу није направљена таква грешка, па је зато мало острво Маурицијус данас једна од водећих привреда Африке. Годишњи пораст бруто националног дохотка је 5% до 6%.
Шећерна трска се узгаја на око 90% култивисаног земљишта и чини око 25% извоза. Незапосленост на Маурицијусу је око 7%.
У последњим деценијама привреда се значајно ослања и на туризам, нарочито на северном делу острва. Изграђен је велики број хотела високе класе у које редовно на одмор долазе председници држава (Франсоа Митеран) као и друге познате личности.

## Становништво
Главни чланак: Становништво Маурицијуса
На острву живи око 1,2 милиона становника. Поред потомака Европљана, Африканаца, Индијаца, Пакистанаца и Тамила, на острву живи и око 5% Кинеза. Интересантно је да иако се труде да се не мешају превише, на острву се лако могу пронаћи мешавине свих раса. Креоли су углавном потомци робова који су у време француске власти довођени из Африке и са Мадагаскара, док је у време британске владавине по укидању ропства 1835. године почела имиграција радника са индијског подконтинента.
Два де факто званична језика на Маурицијусу су енглески и француски. Енглески је језик који користи влада, скупштина и судови. Већина медија користи француски језик.
Широко је распрострањен маурицијски креолски језик. То је језик којим су се афрички робови споразумевали са својим француским робовласницима онако како су они „чули“ да се изговара, као што у Африци такозвани енглески креолски језик, који погрдно зову пиџин инглиш (Pidgin english) вуче корене из енглеског. Ради илустрације разлике између француског и креолског, француска реч мадмоазел (госпођица, фр. madmoaselle) на креолском се изговара „мамзел“. Касније су у тај језик унете и речи из енглеског, па и других језика, а писани креолски је развијен тек шездесетих година прошлог века.
Скоро све светске религије су заступљене на Маурицијусу, а са преко 50% доминира хиндуизам, затим хришћанство (28%), и ислам (17%).
Док је северни део острва (уз обалу од северозапада, преко севера до североистока) углавном окренут туризму, па се тако и становништво у том делу острва углавном одлучује за услужне делатности, јужни, сиромашнији део острва је углавном окренут пољопривреди и риболову. На централном делу острва, у местима Роуз Хил, Катр Борн, Кјурпајп углавном живи урбано становништво које је у великом проценту запослено у Порт Лују или у многобројним хотелима на ободима острва.
На острву живи и ради доста високо квалификованих радника из Европе.

## Језици
На Маурицијусу се говори 6 језика, од којих су два службена, енглески 3.000 и француски 37.000. Остала 4 језика су боџпурски са 336.000, Урду са 64.000, тамилски са 31.000 говорника и маурицијуски креолски, који је најзаступљенији са 800.000 говорника.

## Култура
Главни чланак: Култура Маурицијуса
Измешана колонијална прошлост се одразила на културу Маурицијуса. Кухиња је мешавина индијске, француске и креолске кухиње, одликује се изузетно зачињеном храном снажног укуса. Становништво најчешће вечери проводи у неком од великог броја ресторана широм целог острва и може се наћи храна за свачије укусе, од индијских ресторана, преко кинеских, креолских, јужноафричких, па до ресторана са европском кухињом. Такође су присутни и велики светски ланци ресторана.
Маурицијус може да се похвали и квалитетним пивом, као и румом који се прави од шећерне трске, још од времена првих колониста. Сама производња рума је у 19. веку доста допринела економском процвату када су основане бројне дестилерије.
Маурицијус је пета земља на свету која је 1847. године увела поштанске марке, а један пар маркица је скоро легендаран у филателији, познате као "Mauritius Post Office stamps" представљају једне од најређих и најцењенијих маркица због самог датума и наводне штампарске грешке.
- Музика Маурицијуса

## Друштво
На Маурицијусу се вози левом страном, као у Енглеској. Са међународног аеродрома Плезанс (Plaisance) постоје редовне авио-линије ка свим већим светским градовима. Поред Air Mauritius, из Европе ка Маурицијусу лете и Ер Франс, Алиталија, Бритиш ервејз, као и Луфтханза.
Користи се струја од 220 волти. Пушење на јавним местима је забрањено, осим на посебно означеним местима. Веома дуго је за трговину дрогом законом била запрећена смртна казна која је укинута, али су казне остале изузетно жестоке. На острву не постоји ризик од маларије и сличних тропских болести, али треба бити опрезан са пијаћом водом. Препоручује се флаширана вода за пиће.